# Ostrach
Ostrach là một thị xã nằm ở huyện Sigmaringen, thuộc bang Baden-Württemberg, Đức.

## Thị trưởng
- 1975–2007: Herbert Barth (CDU)
- Từ năm 2007: Christoph Schulz (CDU)